# Live Earth
Live Earth je bil globalni koncert, ki se je dogajal 7. julija 2007. Koncert je bil dobrodelen in je skušal opozoriti prebivalstvo na onesnaževanje Zemlje. Koncert je potekal na enajstih prizoriščih po celem svetu in je bil sestavljen iz 150 nastopov. Koncert je bilo možno spremljati preko televizije, radia in interneta.
Glavni organizator je bil Kevin Wall s partnerji kot so bivši podpredsednik ZDA Al Gore, Alliance for Climate Protection, MSN in Control Room (družba, ki je sestavila program). Logotip prireditve je vseboval sporočilo SOS v Morsejevi abecedi. Koncert je bil za razliko od Live 8 plačljiv, vendar se ga je dalo ogledati preko nekaterih televizij in interneta tudi zastonj. Koncert predvajan na MSN-u je bil najbolj gledana intenetna aplikacija. Ogledalo si ga je preko 9 milijonov gledalcev.

## Ozadje
Napoved koncerta je bila predstavljena 15. februarja 2007. Napovedal ga je Al Gore, ki se zavzema za zmanjšanje globalnega segrevanja. Na to temo je posnel dokumentarec in imel že več predavanj. Al Gore je zatrdil, da je Live Earth začetek tri letne turneje po svetu, ki bi opozarljala na globalno segrevanje.

## Lokacije
| Lokacije prizorišč            |                                 |                            |
| Afrika                        |                                 |                            |
| Coca Cola Dome                | Randburg blizu Johannesburga    | Južna Afrika               |
| Severna Amerika               |                                 |                            |
| Giants Stadium                | East Rutherford blizu New Yorka | ZDA                        |
| National Mall 1               | Washington D.C.                 | ZDA                        |
| Južna Amerika                 |                                 |                            |
| Copacabana Beach              | Rio de Janeiro                  | Brazilija                  |
| Azija                         |                                 |                            |
| Makuhari Mese                 | Prefektura Čiba blizu Tokia     | Japonska                   |
| To-dži                        | Kjoto                           | Japonska                   |
| Oriental Pearl Tower          | Šanghaj                         | Ljudska republika Kitajska |
| Oceanija                      |                                 |                            |
| Nogometni štadijon v Sydneyju | Sydney                          | Avstralija                 |
| Evropa                        |                                 |                            |
| Wembley Stadium               | London                          | Združeno kraljestvo        |
| HSH Nordbank Arena            | Hamburg                         | Nemčija                    |
| Antarktika                    |                                 |                            |
| Raziskovalna postaja Rothera  | Britanski antarktični teritorij |                            |

## Podporni koncerti
Veliko držav je pripravilo podporne koncerte koncertu Live Earth. Ti konceti niso bili del koncerta Live Earth, vendar so podpirali idejo tega koncerta, zato so bili poimenova Friends of Live Earth. Tak koncert je bil tudi v Ljubljani. Nastopilo je več domačih zvezd kot so Tinkara Kovač, Avtomobili, Jadranka Juras, Peter Lovšin in drugi. Slavnostni govornik pa je bil Ljubljanski župan Zoran Jankovič.